# Нижняя Баская
Нижняя Баская — деревня в Шалинском районе Свердловской области России. Входит в Шалинский муниципальный округ.
Ранее деревня входила в состав Горного сельсовета Шалинского района.

## География
Деревня Нижняя Баская расположена в 36 километрах к западо-северо-западу от посёлка Шаля (по автодорогам в 44 километрах), на правобережной надпойменной террасе реки Сылвы, вблизи устья реки Баской, между долиной реки Сылва и Транссибирской магистралью. Рядом с деревней находится остановочный пункт Нижняя Баская (ранее 1624 км). 

## Население
| 2002 | 2010 | 2021 |
| ---- | ---- | ---- |
| 19   | ↘5   | ↘2   |